# زویتگومده
زویتگومده شهری در شهرستان سواو در استان بولکیمده در بورکینافاسوی غربی مرکزی است جمعیت آن ۷۲۱ نفر است.